# 양서초등학교 (경북)
양서초등학교(良㥠初等學校)는 대한민국 경상북도 포항시에 있는 공립 초등학교이다.

## 연혁
- 2018년 3월 1일 : 개교